# Rondine (film 1929)
Rondine è un film muto del 1929, diretto, da Eugenio Perego. È l'ultimo film interpretato dalla diva Leda Gys.